# Dzsószer-piramis
Dzsószer fáraó lépcsős piramisa a szakkarai nekropolisz leglátványosabb építménye, a világ legrégibb nagy méretű kőépülete. Az i. e. 27. században épült piramis eredetileg 62,5 méter magas volt, ezzel korának legmagasabb épülete. Építtetője a III. dinasztia legjelentősebb uralkodója, Dzsószer fáraó, tervezője pedig a világ első ismert tudósa, a polihisztor Imhotep volt, akit zsenialitásáért később istenként tiszteltek Egyiptomban. A piramiskörzet, amit hatalmas, 8 méter magas fal vesz körül, számos építményt tartalmaz, amelyek egy része ünnepségek rendezésére volt alkalmas, más része a halottkultusszal kapcsolatos. A körzet a memphiszi nekropolisz részeként 1979 óta az UNESCO világörökség része.
A Dzsószer-piramis úgynevezett lépcsős piramis, nem más, mint hat darab egymásra épített masztaba. Ez Imhotep ötlete volt, aki ezzel elindította az egyiptomi építészet hihetetlen ütemű fejlődését, és jól megfigyelhető módon kialakult a klasszikus piramisforma: több próbálkozás után (amik közül a legjelentősebb a mejdúmi piramis és a tört falú piramis) alig néhány évtized alatt tökéletesedett a gúla formájú síremlékek építése, melyek első sikerre vitt képviselője a vörös piramis, csúcspontja pedig a gízai nagy piramis, az ókori világ leghatalmasabb építménye.

## Építtetője
Építtetője eredetileg talán a közelebbről ismeretlen Szanaht, de legkésőbb az építés folyamán Dzsószer, a III. dinasztia első uralkodója vette tulajdonba. A tulajdonosváltás feltevését az építés közben bekövetkező nagyarányú stílusváltás teszi lehetővé. A piramist kétségkívül Dzsószer fejezte be, az előtte uralkodó Haszehemui sírja Abüdoszból ismert, így az építés megkezdőjének személyére csak a homályos, kérdőjeles Szanaht marad.

## Építője
A rendelkezésre álló források egyértelműen Imhotep nevéhez fűzik a piramis tervezését és kivitelezését. Ha megbízója eredetileg Szanaht volt, akkor személye bizonyos kontinuitást enged feltételezni Dzsószer és elődje között.

## A piramis története
A piramist már az ókorban kirabolták. A családtagok ötödik sírkamrájában Firth és Quibell két alabástromszarkofágot talált, melyből az egyikben még ott volt egy körülbelül nyolcéves gyermek múmiája. Egy betemetett folyosóban pedig óriási mennyiségű halotti kelengyét tártak fel, 30-40 ezer kőedényben, amelyből hétezret rekonstruálni lehetett.
A sírkamrában talált alabástromszarkofág érintetlen volt, de üresen találták: Dzsószer valószínűleg nem ide temetkezett. A törmelékben heverő ékszerek alapján az egyiptológusok a temetés előtti fosztogatásra gondolnak, melynek hatására Dzsószer vagy örökösei meggondolták magukat. Ha ez az elképzelés helyes, akkor Dzsószer valódi sírja egyelőre ismeretlen.

## A piramis építése
Dzsószer idejére csak egy lépés volt a teljesen kőből készült épület. Ráadásul Dzsószer talán egy már kész masztabát sajátított ki magának (elődjéét, Szanahtét), amely eleve kőanyagú volt. E masztaba az eredeti terveivel is az addigi legnagyobb egyiptomi sír lett volna, teljes egészében kőből építve. Már volt tapasztalat arra, hogy a kő jóval tartósabb és nagyobb teherbírású, mint a tégla, így megpróbálkoztak az addigiaknál nagyobb emlékmű felhúzásával. Az építkezés Jean-Philippe Lauer széleskörűen elfogadott elmélete szerint hat, világosan elkülöníthető szakaszra tagolódott, de nem tudni, melyiknél vette át Dzsószer – vagy építésze – az irányítást. A legvalószínűbb azonban az, hogy a negyedik szakasznál, amikor az építmény alakjának teljes átértékelése következett, ez ugyanis akkora szemléleti váltást követel, hogy önmagában is elegendő lenne az építtető személyének változását feltételezni.
- A kezdetben 63 × 63 méter alapterületű és 9 méter magas masztabát (az egyiptológusok ezt M1-nek nevezik)...
- ...először megnagyobbították 71 × 71 méteresre (M2).
- Azután kelet felé még tíz métert toldottak hozzá (M3).
- A negyedik szakasz hozta a legnagyobb változást: nemcsak megnövelték mindegyik oldalát 3-3 méterrel, de még három, egyre kisebbedő teraszt is emeltek rá, tehát három masztaba-felépítményt, melyek nem a földön álltak (P1). Ezt a szerkezeti változtatást is csak a kő alkalmazása tette lehetővé, ugyanakkor fel lehet ismerni a visszalépést a boltozatos tumulus-forma felé, melyet a téglából készült masztabák kialakulása miatt elhagytak. Valószínűleg ekkor vágták a bejárati folyosót, mert az eredeti aknát, melyet a temetésre szántak, már lehetetlen volt megközelíteni a négyszeres felépítménytől. Így egy 40 méter magas, négylépcsős piramis alakult ki, mely a korabeli világ legnagyobb építménye volt.
- Mégis még tovább bővítették, ez az ötödik szakasz: északi és nyugati oldalán szélesítették és hosszabbították, s még két lépcsőt illesztettek rá, hogy a kezdeti arányokat tarthassák (P1A).
- Az utolsó fázisban jó minőségű mészkőből burkolat került fel három oldalára (P2). Végső méretei a burkolattal együtt elérték a 125 × 115 × 61 métert. A téglalap-alaprajz a masztaba-hagyományokat tükrözi.

A piramis belsejében használt kő egy durva szemcsés mészkőfajta, amelyet helyben bányásztak, burkolata pedig turai mészkő.

### M1
Az alap-masztaba téglalap alakú volt, szerkezetében a korábbi masztabákhoz hasonlóan a föld alatti sírkamrákból és raktárhelyiségekből, valamint az azokhoz felülről vezető bejáratból állt. Teljes egészében kőből készült, de nem kizárólag faragott kváderekből, mivel a mag kőtörmelékből és nagyobb, nem faragott kövekből áll. Már a jó minőségű mészkőburkolata is elkészült, amikor először átalakították.

### M2
Egyszerű méretnövelés, de olyan formában, hogy a hozzáépített rész magassága nem éri el a korábbi építménymagasságot (8 méter), hanem csak 7 méter. Így egy kettős domb formájú épület jött létre, amely már Dzser király sírjánál is megfigyelhető Günter Dreyer rekonstrukciójában.

### M3
Az egyik oldal további méretnövelése. E növekmény csak 5 méter magasságú volt, és innen indul 11 darab függőleges akna, amelyek a piramis alatt érnek véget.

### P1
E szakaszban a korábbi masztaba minden addigi formális újítása eltűnt, és helyette az Anedzsib masztabájához hasonló lépcsőzetes forma alakult ki. A négyszintes piramis szakaszban megváltozott a falazási technika is: a masztabában még vízszintesen helyezték el a rétegeket, ahogyan azt a házak falazásánál is teszik. Ekkor körülbelül 17°-ban eltértek ettől és a sorokat befelé hajlították, hogy az építménynek nagyobb stabilitást adjanak.

### P1A vagy P1'
Ez a szakasz egyszerű méretnövelés, technikai, szerkezeti vagy formai újítások nélkül.

### P2
A piramis a végleges formáját és méretét három oldal burkolásával kapta meg.

### A szakaszok táblázatban
|                           | M1                 | M2                 | M3                 | P1              | P1'             | P2              |
| ------------------------- | ------------------ | ------------------ | ------------------ | --------------- | --------------- | --------------- |
|                           |                    |                    |                    |                 |                 |                 |
| Méretek                   | 63 m × 63 m        | 71,5 m × 71,5 m    | 79,5 m × 71,5 m    | 85,5 m × 77 m   | 119 m × 107 m   | 121 m × 109 m   |
| Magasság                  | 8 m                | 8 m, 7 m           | 8 m, 7 m, 5 m      | 42 m            | 60 m            | 62 m            |
| Építési mód               | vízszintes rétegek | vízszintes rétegek | vízszintes rétegek | döntött rétegek | döntött rétegek | döntött rétegek |
| a kváderek átlagmagassága | 0,30 m             | 0,30 m             | 0,30 m             | 0,38 m          | 0,52 m          | 0,52 m          |
| Szintek száma             | 1                  | 2                  | 3                  | 4               | 4-6 ?           | 6               |

## Szerkezete

### Felépítmény

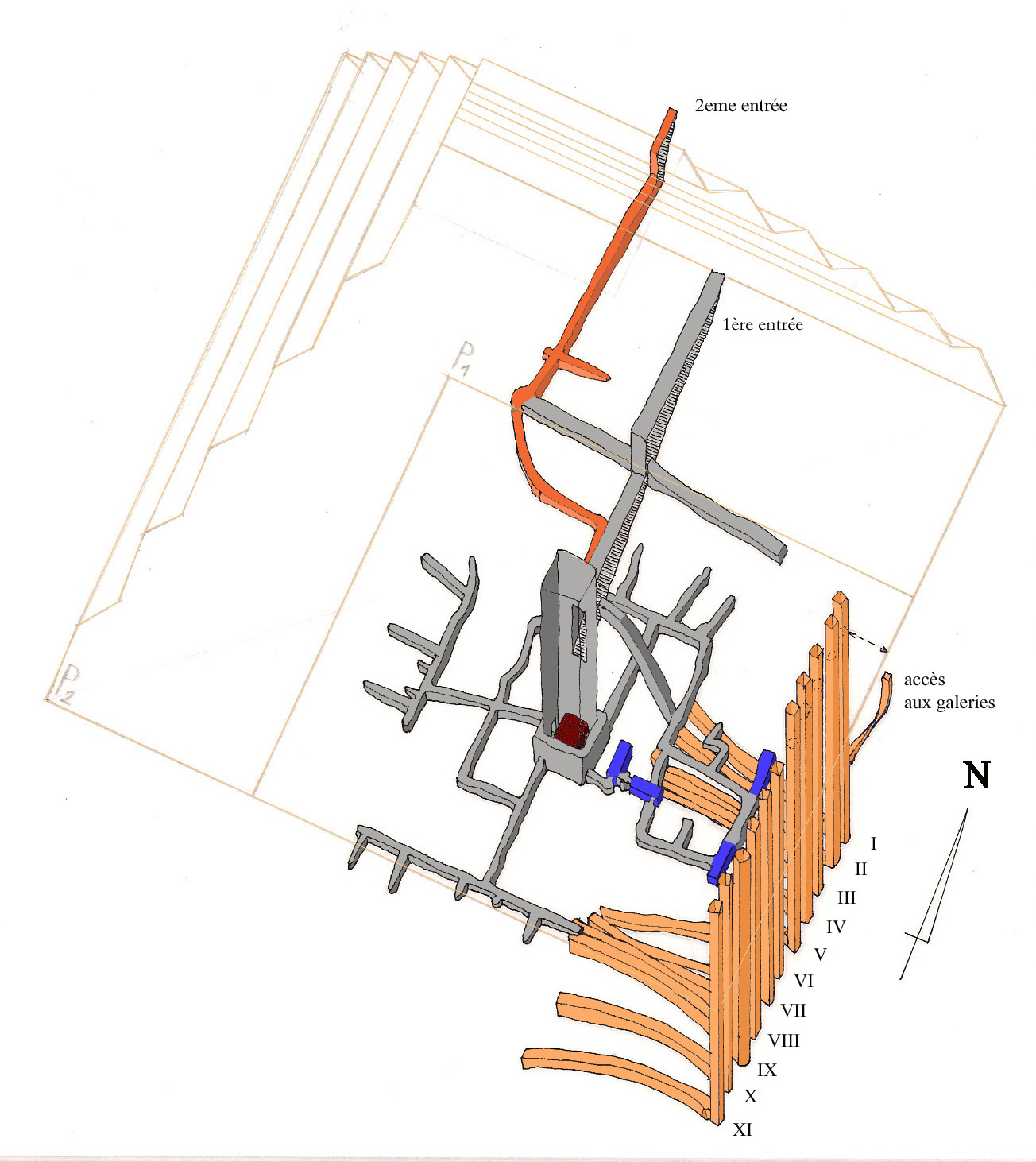
A Dzsószer-piramis alépítményei

A piramis magja az eredeti masztaba, amely kőborítású, de belseje agyaghabarccsal tapasztott kőzúzalékból áll.
A Dzsószer-piramisnál a téglamasztaba hagyományaitól az építkezés technikájában sem tudtak elszakadni. Az építmény konstrukciója, szerkezete, kivitelezése, a kövek – kváderek – viszonylag kis mérete a régi módszereket tükrözi. Az oszlopokat Imhotep a falakhoz építette, nyilván nem bízott azok szilárdságában, a ritkán előforduló szabad oszlopokat mindenesetre födémekkel kötötte össze. A hornyolt oszlopok és a kőből készült álajtók új típusú díszítmények a királytemetkezésben. A piramis alakja az egyszerű masztaba hatszoros megismétlése, mely új formának nincs funkciója, szimbolikája és hagyománya; azok később, másodlagosan kapcsolódtak hozzá, bár igen gyorsan el nem hagyható hagyományokká lettek.
Dzsószer sírja és sírkerülete nélkülöz bármiféle egységes tervet, vagy akár konkrét elképzelést. Az egyes szakaszok mintha pillanatnyi szeszélyből, ötletszerűen kerültek volna kivitelezésre. A sírkerület maga a hagyományos masztaba-temetkezés konvencióit követi, s Dzsószer abüdoszi álsírja is egyszerű masztaba. Dzsószer egész családjával a piramisba temetkezett. A későbbi piramisok kizárólag az uralkodó sírhelyéül szolgáltak.
A kápolnák, a halotti kelengye raktárai és a sírkamrák rendszertelen, girbegurba folyosórendszerből nyílnak, melynek egyes részei kilógnak a felépítmény alól. A kanópusz-edények kamrája teljesen elkülönítve, külön bejárattal a piramistól messzebb esik. A halotti templom északon van, míg később mindig keleten. A piramiskerületen – azaz a kerítésfalon – belül két olyan templom is található, melyek stílusa a korábbi korokra jellemző, csakúgy, mint a szed-terület. Szintén a korábbi időkre jellemző, hogy egyetlen építménynek sincsen kidolgozva a belső tere, sőt soknak bejárata sincs. Az egész egy töretlen fejlődés menetébe illeszkedik: tumulus – masztaba – lépcsős masztaba… E sorozat állomásaiból azonban Dzsószer sírja egymagában sokat képvisel.
Dzsószer sírja ma is – legalább 4600 (de inkább 4700) évvel elkészülte után – lenyűgöző a mai 121 × 109 × 59 méteres méreteivel. Meggyőzően hirdeti az egyiptomi királyi hatalom nagyságát. Zakaria Goneim szerint (Elveszett piramis) Dzsószer talán csak arra gondolt, hogy építménye az Ősvízből (Nun) kiemelkedő első szárazulatot, az Őshegyet jelképezi, ezért egyetlen fontos jellemzője a mérete. A domb vagy halom kultikus jelentősége már a predinasztikus-, azután pedig az I-II. dinasztia korában látszik az uralkodósírokon. Ebből kifolyólag az egyiptológusok jó része ma is osztja Goném véleményét a magasság és a méret fontos szerepére vonatkozóan.

### Alépítmény
A Dzsószer-piramis alépítményeinek teljes hossza meghaladja az 570 métert. A három közel párhuzamos főfolyosó 365 méter hosszúságú és 400 helyiséget köt össze.
A sírkamra 20 méter mélyen helyezkedik el. Megközelítését eredetileg egy óriási kürtő biztosította, melynek keresztmetszete 7 x 7 méter, magassága 28 méter (20 méter mélységből a 8 méter magas masztaba tetejéig). Az építés későbbi szakaszaiban föld alatti galériák sorát vájták ki, amelyeket összekötöttek egymással.
A harmadik szakaszban 11 darab 30 méter mélységű kürtőt ástak, amelyek a kürtőgalériákhoz vezetnek, és nincsenek összekötve a korábbi alépítmény egyetlen szakaszával sem. Valószínűleg a negyedik szakaszban vágták a központi kürtőt a terepszinttel összekötő emelkedő, lépcsős folyosót. Lauer bebizonyította, hogy a sírkamra is szakaszosan épült, kimutatta, hogy eredetileg alabástrom falakkal és diorit-agyagpala padlóval rendelkezett, ezt cserélték később gránitra. A gránit sírkamra méretei: 2,95 méter hosszú, 1,65 méter széles és magassága ugyanennyi. Az 1 méter átmérőjű, 2 méter magas gránit zárókő tömege 3,5 tonna.

## A halotti komplexum többi eleme

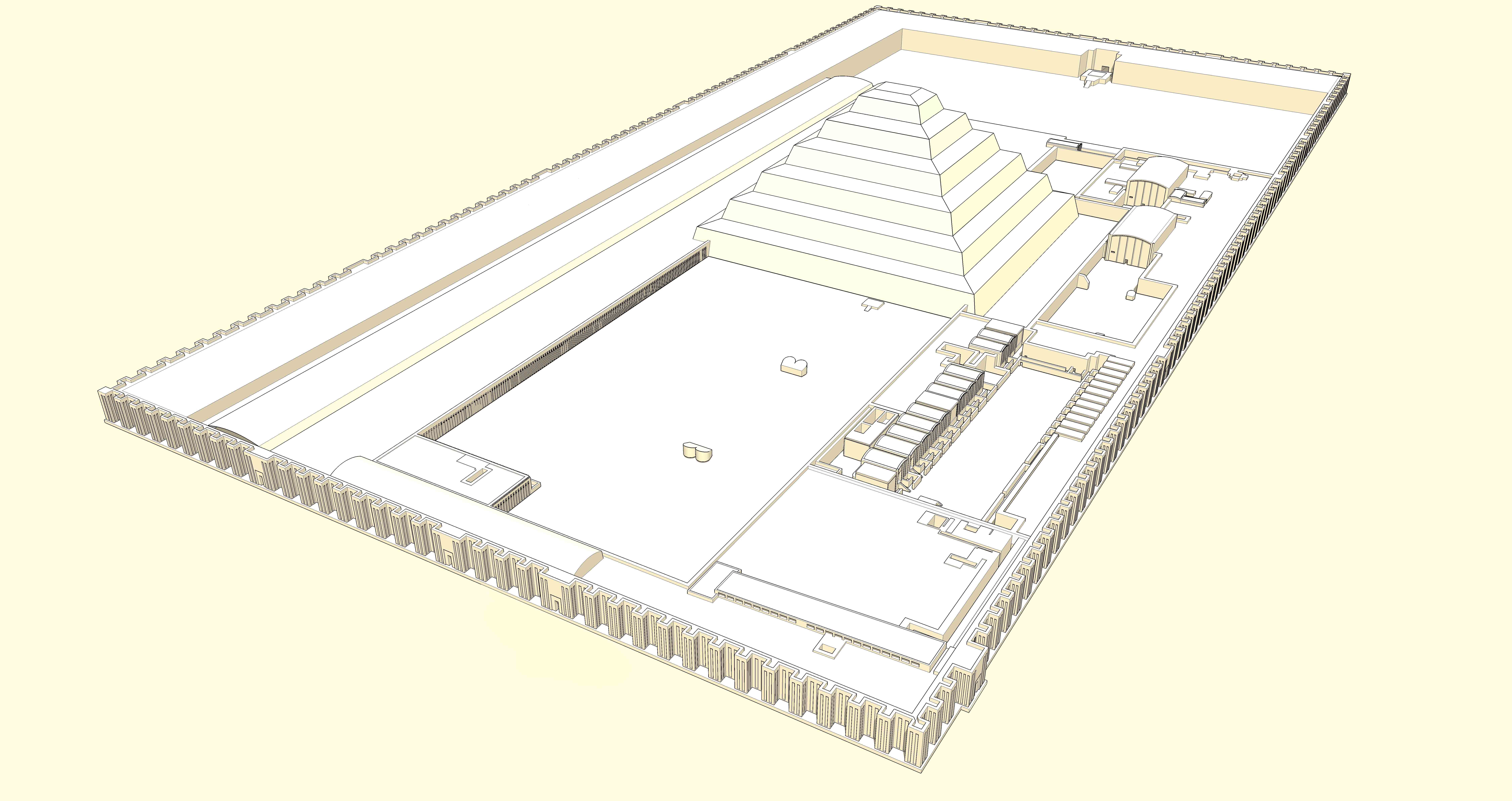
A piramiskörzet délkeleti látképe (rekonstrukció)

A sírkerület további részei, a kerítésfal a rengeteg vakajtóval és bástyával még egyszer akkora figyelmet érdemelnének, mint maga a piramis. A kerítés majdnem tíz méter magas, és bár kőből készült, ez is a megszokott téglakerítés díszítőelemeivel dicsekedhetett, tehát ebben is ugyanazt a koncepciót figyelhetjük meg: a kő mint új anyag alkalmazását, de a régi technológiák és formák továbbélését. A kerítésfal több mint másfél kilométer hosszú (544 × 277 méteres területet kerít el).
A kerítésfalon belül nagy, nyitott tér van, az úgynevezett szed-terület, amely a királyi jubileumok ünnepének helyszíne volt. A déli fal mellett a Déli Sírbolt nevű épület állt, északon a szerdab és a Halotti Templom. A szerdab egy lezárt szentély, amelyben Dzsószer életnagyságú szobrát helyezték el, elülső falában két nyílással. Valószínűleg az áldozati szertartások bemutatására szolgáló hely.
A komplexum több építménye az úgynevezett fiktív építészet körébe tartozik, egy részük csak kidolgozott homlokzattal rendelkezik, belső terekkel nem, más részük pedig szimpla, díszítmények nélküli homlokzattal maradt

### A Déli sír
A Déli sírbolt valójában egy masztaba, bár a felépítmény nem tipikus, hosszan elnyúló. Precíz kidolgozású alépítménye a piramishoz hasonló. Szerkezetileg is a piramisra utal, ugyanolyan központi kürtő vezet egy gránit sírkamrához, amelyhez később lejtős bejárati folyosót is vágtak.
A lejtős bejárati folyosón lehet megközelíteni a sírkamrákat, amelyekben álajtók és álablakok utánozzák a mindennapi életet. Az álablakok felett még egy hengeres díszítmény is van, amely valószínűleg a felcsavart gyékényfüggönyt ábrázolja. Három álajtó-sztélé Dzsószert ábrázolja. A Déli sír minden elemében befejezett, eltérően a piramis befejezetlen helyiségeitől. Ezért felteszik, hogy korábban épült. Más elképzelések szerint azért befejezett, mert kisebb, és az egész sír egy kenotáfium a király ka-lelkének.

### A Nagy árok

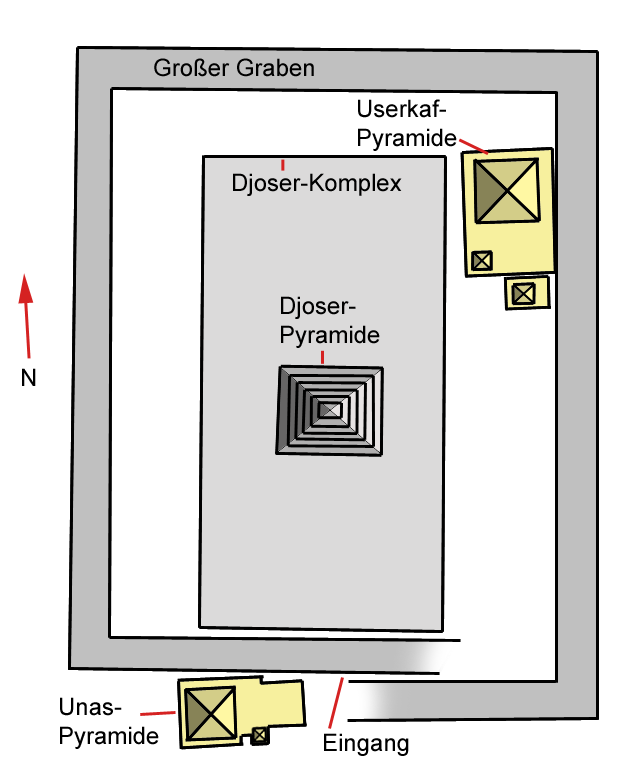
Az árok

A komplexumot egy nagy, 40 méter széles árok veszi körbe a falakon kívül. Eredeti mélysége nem ismert, de 5 méternél több volt. A déli oldalon nem zárt, egy szakaszon duplán fut.
Az árok funkciója vitatott, egyesek szimbolikusan értelmezik, mások egyszerűen kőbányának tekintik. Az V. dinasztiában Uszerkaf (Uszerkaf-piramis), a VI-ban Unisz (Unisz-piramis) építette piramisát közvetlenül az árokhoz.

### A kerítésfal
1645 méter hosszú és 10,5 méter magas mészkőből épített fal, amely a korábbi masztabák kerítésfalait, oldalsó, palotahomlokzatot utánzó falait követi. Megfigyelhető rajta, hogy a még korábbi fal-elemek (fa és gyékény) mintázatát is feleleveníti. 15,15 hektáros területet vesz körül, 545×278 méteres alapon.
A komplexum bejáratát egy 20 pár oszlopból álló, 6 méter magas kapu alkotja.

## A piramis európai felfedezése
Az első – nem kincskeresési célú – felfedezések Heinrich Freiherr von Minutoli porosz főkonzul és Girolanio Segato olasz mérnök nevéhez fűződnek 1821-ben. Bejárták a megközelíthető folyosókat és fülkéket. Az általuk talált múmia-töredékeket Dzsószer maradványainak gondolták, bár a mai álláspont szerint másodlagos temetkezés volt jóval későbbről. 1837-ben John Shae Perring számos másodlagos temetkezést fedezett még fel.
Hosszú szünet után, 1926-tól Cecil M. Firth, majd Edwards Quibell vizsgálták a piramist. Quibell csapatában 1932-től ott volt Jean-Philippe Lauer is, aki egész életét a Dzsószer-piramis kutatására áldozta.
2001-től a piramis és a piramiskörzet több elemét rekonstruálták, illetve folyamatban van a rekonstruálás. Bruno Deslandes lett kutató expedíciója az elmúlt években számos eddig ismeretlen alagutat talált.